# La chica de la fábrica de cerillas
La Chica De La Fábrica De Cerillas (en finés: 'Tulitikkutehtaan Tyttö')  es una película de tragicomedia de humor seco inexpresivo finlandesa-sueca de 1990, editada, escrita, coproducida y dirigida por Aki Kaurismäki. Es la última entrega de su Trilogía Del Proletariado, después de Sombras En El Paraíso (Varjoja Paratiisissa) y Ariel. Sigue a Iris, una joven trabajadora de una fábrica de apariencia sencilla, que vive una vida solitaria, empobrecida y sin incidentes en la Finlandia de finales de los años 80. Iris es interpretada por Kati Outinen, que había aparecido en otras películas de Kaurismäki.
La película es poca convencional y presenta muy pocos diálogos y prescinde de la música clásica de cine. A menudo, la fuente de la música se puede ver en la imagen. En el departamento de su hermano, Iris comienza a tocar Cadillac de The Renegades en el jukebox,
La Chica De La Fábrica De Cerillas obtuvo grandes elogios de la crítica, destacando la dirección y guion de Kaurismäki, el diseño de producción y la actuación de Outinen. Desde entonces ha sido considerada a menudo una de las películas finlandesas más estimadas, así como la obra maestra de Kaurismäki. Estaba empatada en el puesto de "mejor película finlandesa" en una encuesta realizada a críticos de cine en 1992.

## Trama
La película va precedida de una cita de la escritora francesa Anne Golon: "Debieron morir de frío y de hambre, tan lejos, allí, en medio del bosque".
La película comienza con el descortezamiento de troncos de árboles, que se cortan en cintas y luego en tiras. Se necesitan muchas máquinas y una larga cola antes de que las cerillas acaben en la caja. Todo sucede automáticamente, no se puede ver a nadie durante todo el proceso hasta que de repente aparece Iris. Su trabajo es revisar las etiquetas de las cajas. 
Con Iris también viven su madre y su pareja, que se hace pasar por un hombre de familia. Iris prepara la cena. Comen en silencio mientras la televisión muestra las noticias. Luego va a un salón de baile. Mientras invitan a bailar a las otras mujeres que la rodean, ella permanece sola. Vuelve a casa y hace la cama en el sofá. 
Al día siguiente camina por el cementerio, toma una cerveza en un pub, lava la ropa, plancha y, de nuevo, no se hablan. La madre y el padrastro están sentados en silencio frente al televisor, que transmite el programa de noticias. Iris ha recibido su salario. De camino a casa, ve un vestido en el escaparate de una tienda y lo compra. Su madre revisa el salario, se da cuenta de la cantidad que falta y le muestra al padrastro el dinero restante. Él le da una bofetada a Iris y la llama puta. La madre exige que devuelva el vestido. Iris sale de casa con el vestido empaquetado en una caja. Se cambia de ropa en un baño público y va a la discoteca.
En el club, Iris conoce a Aarne, quien cree que es una prostituta por el vestido, aunque Iris no se da cuenta. Pasan la noche juntos en su lujoso apartamento. Aarne se marcha a la mañana siguiente antes de que Iris se despierte y le deja dinero en la mesita de noche. Iris deja su número y, después de esperar en vano a que Aarne la llame, lo visita y concerta una segunda cita. Arne se encuentra con sus padres cuando él la llama. Al final de la cena, Aarne le informa con dureza que no busca su cariño y le dice que se vaya. Regresa a casa y pasa el resto de la noche llorando.
Más tarde, Iris descubre que está embarazada y le escribe a Aarne pidiéndole que críe al niño con ella. Recibe una respuesta que simplemente dice "Deshazte de ese mocoso", junto con un cheque por 10.000 marcos finlandeses. Iris se angustia y sale, dejando la carta y el cheque en la mesa, donde los encuentra su madre. Mientras deambula molesta, Iris es atropellada por un automóvil y sufre un aborto espontáneo. Su padrastro visita a Iris en el hospital y le dice que irse del apartamento porque le ha causado un gran dolor a su madre.
Iris se muda con su hermano y se desanima cada vez más. Compra veneno para ratas, lo mezcla con agua y lo pone en una pequeña botella que guarda en su bolso. Va al departamento de Aarne y le dice que quiere tomar una copa. Aarne trae las bebidas, pero Iris pide hielo y cuando Aarne va a buscarlo, Iris vierte un poco de la mezcla en su bebida. Cuando Aarne regresa, ella le dice que todo está arreglado y que no debe preocuparse porque será la última vez que la verá. Ella le devuelve el cheque, bebe rápidamente la mayor parte de su bebida y se va. Aarne se sienta en silencio unos momentos y luego bebe.
De camino a casa, Iris entra en un bar, pide una cerveza, se sienta en la barra y empieza a leer. Un hombre se sienta a su lado, sin ser invitado, y trata de llamar su atención. Iris le sonríe al hombre, saca el veneno y vierte un poco en su vaso. Ella se va y el hombre termina su bebida.
Iris visita a su madre y a su padrastro. Ella les prepara una comida y vierte el resto del veneno en su botella de vodka mientras están en la casa de al lado. Mientras comen, Iris se sienta en la sala fumando y escuchando música. Después de un rato, se levanta para mirar y ve que sus padres están muertos.
Al día siguiente, en el trabajo, la policía se lleva a Iris.

## Elenco
- Kati Outinen como Iris
- Elina Salo como madre
- Esko Nikkari como padrastro
- Vesa Vierikko como Aarne
- Reijo Taipale como cantante
- Silu Seppälä como hermano
- Outi Mäenpää como compañero de trabajo
- Marja Packalén como doctora
- Richard Reitinger como hombre en el bar
- Helka Viljanen como empleada de oficina
- Kurt Siilas como policía
- Ismo Keinänen como policía
- Klaus Heydemann como trabajador

## Recepción
En agosto de 2011, Roger Ebert añadió la película a su lista de Grandes Películas. Escribió que "La miré hipnóticamente. Pocas películas son tan increíblemente inflexibles. Me encontré tan atrapado como en un buen thriller. Casi no podía creer la letanía de horrores. Lo que lo hizo más fascinante es que todo está en el mismo nivel tonal: Iris soporta pasivamente una serie de humillaciones, crueldades y despidos".
El Léxico del cine internacional opinó que se trata de una "Película concentrada y formalmente desarrollada en el contexto de una realidad finlandesa sombríamente dibujada, que refleja la imposibilidad de una vida plena en vista del entorno sin amor con un lenguaje cinematográfico lacónico y un humor amargo. " 
La página de crítica cinematográfica Kino-Zeit  resaltó que "En una buena hora, Aki Kaurismäki desarrolla un cuento de hadas moderno, abismal, sombrío y amargamente malvado sobre un protagonista de la clase trabajadora que se desespera por la soledad y la represión, que en su intensidad opresiva es una densa lección sobre la pérdida de la existencia humana y representa igualmente el arte de visualizar." 
El crítico cinematográfico Andreas Kilb destacó que "En esta historia, Kaurismäki lleva la estética de la austeridad al extremo. La película es toda sustancia, sin digresiones ni rupturas. Cada imagen cuenta lo esencial. Iris, la chica de la fábrica de cerillas, busca la felicidad y encuentra la frialdad de la gente. Termina envenenando a sus padres y a su seductor para aliviar su dolor. Ésa es la trama, desesperadamente pobre y, como la película, infinitamente rica. Con Kaurismäki, incluso el kitsch hueco de la música pop recupera su promesa de felicidad, y la fea Helsinki se convierte en un lugar mágico." 

## Premios
- 1990: Premio Interfilm, Foro del Festival Internacional de Cine de Berlín 1990, a la mejor película.[8]
- 1991: Jussi a mejor director, mejor actriz, mejor actriz de reparto y mejor actor de reparto.[9]

## Medios domésticos
La chica de la fábrica de cerillas fue lanzada en un Blu-ray sin región por Future Film en Finlandia el 3 de diciembre de 2013. El lanzamiento incluye cinco subtítulos disponibles (sueco, inglés, noruego y danés además del finlandés) junto con el cortometraje Bico de Kaurismäki, un segmento de la película antológica de 2004 Visions of Europe.